# اداره پلیس سان فرانسیسکو
اداره پلیس سان فرانسیسکو (انگلیسی: San Francisco Police Department)اداره پلیس شهر سان فرانسیسکو و فرودگاه بین‌المللی سانفرانسیسکو در شهرستان سن ماتئو، کالیفرنیا را برعهده دارد. شعار این بخش همان شعار اسپانیایی شهر و شهرستان است: طلا در صلح، آهن در جنگ.